# 獸脂魁蛤
细须蚶（学名：Barbatia stearnsii），中国大陆称作細鬚蚶，台湾称作獸脂魁蛤，是魁蛤目魁蛤科胡魁蛤属的一种。主要分布于韩国、中国大陆、台湾，常栖息在潮间带至潮下带83米。